# Babino Polje
Babino Polje je največje naselje na otoku Mljet (Hrvaška), ki je tudi upravno središče otoka (Občine Mljet), ki spada v Dubrovniško-neretvansko županijo.

## Geografija
Babino Polje je raztegnjeno naselje v osrednjem delu otoka. Naselje leži okoli 6 km jugovzhodno od »luke« Sobra na istoimenskem polju (Babino polje), ki je največje kraško polje na Mljetu, ob vznožju 514 mnm visokega Veljeg Grada, najvišjega vrha na otoku.
Okolica Babnega Polja je porasla z makijo in borovimi gozdovi. Tu so tudi obdelovalne površine, kjer prideljujejo povrtnine, oljčni nasadi in vinogradi.

## Prebivalstvo
Po podatkih iz leta 1991 v Babinem Polju stalno živi 398 prebivalcev.
| Pregled števila prebivalcev po letih | Pregled števila prebivalcev po letih | Pregled števila prebivalcev po letih | Pregled števila prebivalcev po letih | Pregled števila prebivalcev po letih | Pregled števila prebivalcev po letih | Pregled števila prebivalcev po letih | Pregled števila prebivalcev po letih | Pregled števila prebivalcev po letih | Pregled števila prebivalcev po letih | Pregled števila prebivalcev po letih | Pregled števila prebivalcev po letih | Pregled števila prebivalcev po letih | Pregled števila prebivalcev po letih | Pregled števila prebivalcev po letih |
| ------------------------------------ | ------------------------------------ | ------------------------------------ | ------------------------------------ | ------------------------------------ | ------------------------------------ | ------------------------------------ | ------------------------------------ | ------------------------------------ | ------------------------------------ | ------------------------------------ | ------------------------------------ | ------------------------------------ | ------------------------------------ | ------------------------------------ |
| 1857                                 | 1869                                 | 1880                                 | 1890                                 | 1900                                 | 1910                                 | 1921                                 | 1931                                 | 1948                                 | 1953                                 | 1961                                 | 1971                                 | 1981                                 | 1991                                 | 2001                                 |
| 670                                  | 683                                  | 740                                  | 793                                  | 802                                  | 912                                  | 920                                  | 966                                  | 907                                  | 857                                  | 791                                  | 660                                  | 562                                  | 398                                  | 336                                  |

## Zgodovina
V starih listihah se naselje prvič omenja 1222. Cerkvico sv. Andrije postavljena na prehodu iz 10. v 11. stoletje, so v 14. stoletju prezidali. Baročna cerkev sv. Vlaha se omenja v 15. stoletju.
Nekdanji dvorec »mljetskega kneza« je sedaj stanovanjska stavba.

## Zanimivosti
Ob obali na južni strani otoka, okoli 4 km pod naseljem je več podzemnih jam, med katerimi izstopajo: 100 m dolga Movrica, 400 m dolga Ostaševica in Pećina jama (tudi Odisejeva špilja). Sončni žarki v jamah, ki se odbijajo od morske gladine, ustvarjajo lepe mavrične prizore.